# Сиктяхский наслег
Сиктяхский наслег — сельское поселение Булунского улуса Якутии. Центр и единственный населённый пункт — село Сиктях.

## География
Сиктяхский наслег граничит с другими районам и сельскими поселениями района:
- Тюметинский эвенкийский национальный наслег,
- Булунский эвенкийский национальный наслег,
- Эвено-Бытантайский национальный улус,
- Жиганский улус,
- Оленёкский улус[1].

Географически находится в арктической тундровой зоне. Центр наслега, село Таймылыр, расположено на левом берегу реки Лены, в 419 км к юго-западу от посёлка Тикси (административного центра Булунского улуса).

## История
Муниципальное образование установлено законом Республики Саха от 30 ноября 2004 года.
Устав сельского поселения был принят 14 марта 2008 года.

## Население
Согласно оценке на 1 января 2010 года, в наслеге проживало 300 человек, из которых мужчин — 152 человека, женщин — 148 человек. Количество детей в возрасте до 16 лет — 91 человек, пенсионеров — 55.

## Органы местного самоуправления
Структуру органов местного самоуправления Сиктяхского наслега составляют:
- наслежный Совет — представительный орган сельского поселения;
- глава наслега — высшее должностное лицо сельского поселения;
- наслежная администрация — исполнительно-распорядительный орган сельского поселения.

Наслежный Совет состоит из депутатов, избираемых на муниципальных выборах на основе всеобщего равного и прямого избирательного права при тайном голосовании на основе мажоритарной избирательной системы относительного большинства сроком на 5 лет. Наслежный Совет сельского поселения состоит из 7 депутатов.

## Экономика и культура
Основу экономики составляют оленеводство, рыболовство и охотничий промысел.
В наслеге действует малокомплектная школа (введена в 1981 году), детский сад (введён в 1980 году), дом культуры (введён в 2000 году), фельдшерско-акушерский пункт (введён в 1960 году).